# Sumpnäbbmus
Sumpnäbbmus (Neomys anomalus) är ett däggdjur i familjen näbbmöss. Den förekommer i Central- och Sydeuropa vid vattenansamlingar och i träskmarker.

## Kännetecken
Kroppens längd ligger mellan 65 och 86 millimeter och därtill kommer en 40 till 56 millimeter lång svans. Vikten ligger mellan 6 och 16 gram, sällan upp till 18 gram. Pälsen är på ovansidan svart till mörkgrå och på undersidan ljusgrå till vit. Arten är mindre bra anpassade till livet i vatten jämförd med vattennäbbmusen, borstlika hår vid svansen och fötterna finns bara rudimentärt.

## Utbredning och habitat
Artens populationer är ojämnt fördelade över Central- och Sydeuropa samt Anatolien. Den förekommer från Portugal i väst till Donfloden i öst. Utbredningsområdets norra gräns ligger i centrala Frankrike, södra Tyskland, Tjeckien, Slovakien, södra Polen och Vitryssland. Isolerade populationer finns i nordvästra Frankrike och norra Polen. Söderut förekommer arten till södra Italien och Grekland.
Habitatet utgörs av strandlinjer längs sjöar, dammar och långsamt flytande vattendrag. Den vistas även i träskmarker upp till 1850 meter över havet. Populationen är ofta beroende av vattennäbbmusens förekomst. Där vattennäbbmusen saknas jagar sumpnäbbmusen oftare i vattnet och individerna blir större.

## Levnadssätt
Födan utgörs främst av insekter och deras larver som lever i vattnet, den äter även lockespindlar och daggmaskar samt fisk- och grodyngel. Parningstiden ligger antagligen mellan april och oktober. Honor har upp till tre kullar per år och föder 3 till 13 ungar per kull. Ungdjuren väger vid födelsen 0,5 till 0,6 gram och är blinda. De öppnar ögonen efter cirka 22 dagar och dias ungefär en månad.

## Hot
Sumpnäbbmusens naturliga fiender utgörs bland annat av vesslan, kattugglan och tornugglan.
Arten hotas främst av habitatförlust när våtmarker omvandlas till jordbruksmark. Sumpnäbbmus drabbas även av pesticider som används för jordbruket. På grund av det stora utbredningsområde klassas hela beståndet av IUCN som livskraftig (least concern).